# Mega Man & Bass
Mega Man & Bass, известная в Японии, как Rockman & Forte (яп. ロックマン&フォルテ Роккуман & Форутэ) — игра в жанре платформера, созданная и выпущенная компанией Capcom в 1998 году. Будучи спин-оффом классической серии Mega Man, игра изначально вышла в Японии 24 апреля 1998 года на игровой системе Super Famicom. Позднее, в 2002 году, была выпущена версия для портативной системы Game Boy Advance, а в 2003 году игра получила английскую локализацию.
Сюжет игры разворачивается после многочисленных поражений злодея доктора Вайли. Робот-герой Мегамен вновь вступает в бой, когда могущественный робот по имени Кинг похищает чертежи роботов докторов Вайли и Лайта с целью создания армии для установления господства роботов над людьми. Узнав об угрозе, соперник Мегамена, Басс, решает действовать самостоятельно. Mega Man & Bass представляет собой платформер с элементами экшена, где игрок продвигается по уровням, побеждая боссов и получая их уникальное оружие. Игра позволяет выбрать одного из двух главных персонажей — Мегамена или Басса, каждый из которых обладает своим уникальным стилем игры.
Дебют Mega Man & Bass состоялся на стареющей 16-битной игровой системе Super Famicom, хотя серия к тому времени уже перешла на PlayStation и Sega Saturn с выходом Mega Man 8. По словам продюсера Кэйдзи Инафунэ, Mega Man & Bass была разработана с учётом младшей аудитории, ещё не владевшей более современными игровыми системами. Игра получила положительные отзывы критиков за графическое оформление и использование проверенной игровой механики, однако многие сочли уровень сложности чрезмерно высоким. Несмотря на то что Mega Man & Bass имела много общего с предыдущими играми серии, следующая часть, Mega Man 9, вышла только в 2008 году.

## Сюжет
Сюжет игры Mega Man & Bass развивается по-разному в зависимости от выбранного игроком персонажа. События разворачиваются через год после происшествий, описанных в Mega Man 8. Робот-злодей по имени Кинг проникает в лабораторию доктора Вайли, а затем в Музей роботов, чтобы похитить чертежи изобретений доктора Лайта. Доктор Лайт оповещает Мегамена о необходимости немедленно отправиться в музей для противостояния новому противнику. В то же время Басс, главное творение Вайли и соперник Мегамена, узнает о появлении нового преступника и решает продемонстрировать свое превосходство, одержав победу над Кингом.
Прото Мен первым прибывает на место происшествия. Кинг раскрывает ему свой план создания утопии, где роботы будут править миром вместо людей. Для достижения этой цели Кинг намеревается создать непобедимую армию, используя похищенные данные, и предлагает Прото Мену присоединиться к нему. Прото Мен отказывается и пытается атаковать, но Кинг отражает атаку и рассекает его тело надвое. Прото Мен телепортируется обратно в лабораторию для ремонта, а Кинг скрывается с данными, поручая своим приспешникам разобраться с героями. Мегамен и Басс, руководствуясь собственными мотивами, отправляются на борьбу с Кингом.
Победив восемь могущественных роботов, присягнувших на верность Кингу, главные герои проникают в его замок и вступают с ним в бой. Прото Мен прерывает сражение, вновь пытаясь одолеть нового противника. Вложив всю оставшуюся энергию в мощный выстрел, Прото Мен уничтожает щит Кинга, но теряет сознание. Это позволяет Мегамену и Бассу одержать верх над Кингом. Кинг недоумевает, почему они так упорно сражаются за людей, считая роботов высшим видом. Герои объясняют, что именно люди создали роботов, что вызывает у Кинга замешательство. После боя Кинг телепортирует Прото Мена из замка. Злодей раскрывает, что его создателем является доктор Вайли, который затем появляется на мониторе. В ответ на вопрос Кинга о природе конфликта между роботами ради человечества доктор Вайли усиливает уровень «промывки мозгов» и восстанавливает силы Кинга. Мегамен и Басс вновь вступают в схватку с Кингом и побеждают его. Запуск механизма самоуничтожения замка заставляет главных героев эвакуироваться, оставив Кинга позади.
В ходе финального противостояния Мегамен и Басс сталкиваются с доктором Вайли в его восстановленной лаборатории. Потерпев поражение, Вайли раскрывает Бассу, что создание Кинга было лишь тестом его возможностей. Он демонстрирует Бассу чертежи усовершенствованной версии Кинга, обещая, что вместе они станут непобедимыми. Внезапно появляется Прото Мен и уничтожает эти планы. Вайли приказывает Бассу уничтожить Прото Мена, но Басс колеблется. Прото Мен утверждает, что Басс, несмотря на свою силу и автономность, не сможет одержать верх над Мегаменом, поскольку у него нет истинной мотивации для борьбы.
Басс отвергает это заявление и вынуждает Прото Мена покинуть лабораторию, заявляя о своем намерении уничтожить Мегамена в качестве доказательства собственного превосходства. По завершении миссии Мегамен возвращается на базу, где его сестра Ролл передает ему неожиданное послание. Письмо оказывается от Кинга, которому удалось пережить разрушение своей крепости. В нем бывший антагонист выражает стремление искупить вину за свои действия против человечества и высказывает надежду на возможное примирение в будущем.

## Игровой процесс

В отличие от Мегамена, Басс может быстро стрелять в 7-и различных направлениях. В левом верхнем углу отображается здоровье игрока

Игровой процесс Mega Man & Bass схож с предыдущими играми серии. Игроку предстоит пройти ряд уровней в жанре платформера, преодолевая препятствия, решая несложные головоломки и сражаясь с противниками. Победа над боссом «Роботом-мастером» в конце уровня позволяет игроку получить его особое оружие. В отличие от предыдущих игр, где игрок обычно управлял Мегаменом, здесь можно выбрать между Мегаменом и Бассом. Однако выбор персонажа необратим и сохраняется на протяжении всей игры. Мегамен способен заряжать выстрелы для увеличения их мощности и скользить по земле. Басс может быстро стрелять из руки-пушки в восьми направлениях, но не может стрелять во время движения или сквозь стены без определённого улучшения. Также Басс умеет выполнять двойной прыжок и совершать рывок по земле подобно Иксу из серии Mega Man X.
Структура уровней в Mega Man & Bass существенно отличается от других игр серии. После вводного уровня игроку доступны только три Робота-мастера. Победа над Cold Man открывает доступ к Burner Man и Pirate Man; победа над Astro Man — к Dynamo Man, Tengu Man и Pirate Man; победа над Ground Man — к Magic Man и Tengu Man. После прохождения одного из открытых уровней становится доступна комната безопасности, где игрок должен уничтожить серию кристаллов с помощью полученного оружия Роботов-мастеров. Уничтожение всех восьми кристаллов открывает путь к уровням крепости. Как и в предыдущих играх серии, после уничтожения враги часто оставляют болты, которые можно обменять на восстанавливающие предметы и улучшения. Однако, в отличие от Mega Man 7, комната безопасности предоставляет возможность получить большое количество болтов без необходимости повторного прохождения уровней.
Некоторые улучшения уникальны для каждого персонажа. Например, Мегамен может призвать своего пса Раша для поиска предметов, а Басс может объединиться со своим волком Требл для получения временной способности полёта. На вводном уровне и уровнях Роботов-мастеров распределены 100 CD-дисков с данными, содержащими информацию о многих значимых персонажах серии. Большинство дисков спрятаны за препятствиями, которые нужно уничтожить специальным оружием, или доступны только с помощью способностей конкретного персонажа, что делает невозможным сбор всех дисков за одно прохождение. Собранные CD-диски постоянно хранятся в базе данных и остаются разблокированными после завершения игры. Вместо традиционной для серии системы паролей используется система сохранений.

## Разработка
Разработка Mega Man & Bass для Super Famicom началась после выпуска Mega Man 8 на 32-битных игровых системах PlayStation и Sega Saturn. Кэйдзи Инафунэ, продюсер серии, пояснил, что Mega Man & Bass предназначалась для игроков младшего возраста, у которых все ещё была Super Famicom, но не было возможности ознакомиться с Mega Man 8 на новых системах. Инафунэ отметил, что, несмотря на некоторую архаичность выпуска новой игры на Super Famicom, команда стремилась создать полноценный проект. В состав команды разработчиков вошли как новые сотрудники, так и участники предыдущих проектов серии Mega Man. Инафунэ поставил задачу сделать игру максимально сложной. Дизайнер Хидэки Исикава охарактеризовал процесс разработки Mega Man & Bass как «большую вечеринку». Команда стремилась создать оригинальный продукт, при этом пытаясь избежать типичных для длительных игровых серий проблем повторяемости игрового процесса и элементов дизайна.
В Mega Man & Bass используется двухмерная графика, которая также заимствует множество спрайтов и анимаций из Mega Man 8. Два из восьми боссов (Tengu Man и Astro Man) были позаимствованы из Mega Man 8, а остальные шесть были созданы специально для этой игры. Над дизайном новых персонажей работали три художника: Хитоси Арига, Ёсихиро Ивамото и Кодзи Идзуки, каждый из которых разработал по два персонажа. Боссы были официально представлены в тизере в журнале Comic BomBom издательства Kodansha. При создании боссов особое внимание уделялось их индивидуальным характеристикам, чтобы игроки могли легко идентифицировать их по внешнему виду. Некоторые персонажи на этапе разработки имели другие имена: Burner Man изначально назывался «Blast Man», Cold Man — «Freezer Man», а Dynamo Man — «Coil Man». Ивамото первоначально назвал Ground Man как «Drill Man», несмотря на то, что Робот-мастер с таким именем уже существовал в Mega Man 4. Музыкальное сопровождение игры создали композиторы Акари Каида, Наоси Мидзута и Тосихико Хорияма (под псевдонимом «Кирикири-тян»), каждый из которых работал над своими треками независимо.
До выхода версии для Game Boy Advance игра оставалась одной из немногих в серии Mega Man, не локализованных для англоязычных стран. Выпуск версии для GBA был приурочен компанией к 15-летию франшизы Mega Man.

## Отзывы и оценки
| Сводный рейтинг    | Сводный рейтинг            |
| Агрегатор          | Оценка                     |
| ------------------ | -------------------------- |
| GameRankings       | 79,47 %                    |
| Metacritic         | 79 из 100                  |
| Иноязычные издания |                            |
| Издание            | Оценка                     |
| EGM                | 8,5 из 10                  |
| Famitsu            | 24 из 40 (SFC) 26/40 (GBA) |
| Game Informer      | 8,5 из 10                  |
| GamePro            | [ 21 ]                     |
| GameSpot           | 7,2 из 10                  |
| GameSpy            | 2 из 4                     |
| IGN                | 8,5 из 10                  |
| Nintendo Power     | 8 из 10                    |
| Play (UK)          | 80%                        |
| Ação Games         | 9 из 10                    |
| Super GamePower    | 4,8 из 5                   |

Версия игры для Game Boy Advance получила в целом положительные отзывы критиков, имея средний балл 79 % на агрегаторах GameRankings и Metacritic. Большинство рецензентов сочли игру качественным, хотя и традиционным экшен-платформером, успешно следующим классической формуле Mega Man. Журнал Electronic Gaming Monthly охарактеризовал Mega Man & Bass как «одну из лучших экшен-игр на GBA» и «отличный, хоть и несколько вторичный платформер» с высокой реиграбельностью благодаря сбору CD-дисков. GamePro положительно оценил верность игры своим предшественникам в сравнении с отклонениями, допущенными сериями Mega Man Battle Network и Mega Man Zero на той же платформе. GameSpy, напротив, раскритиковал игру за отсутствие инноваций, заявив: «Тем, кто ещё не пробовал игры серии Mega Man, лучше потратить $15 на новую копию Mega Man 8 для PlayStation, чем $30 на худшую переработку той же игры».
Многие обозреватели отметили высокую сложность игры. Джанкарло Варанини из GameSpot и Крейг Харрис из IGN отметили, что боссы имеют крайне непредсказуемые схемы атак, что делает сражения с ними чрезвычайно сложными. Харрис также отметил, что прохождение уровней требует значительного количества проб и ошибок, где игроку приходится несколько раз погибнуть, прежде чем пройти каждый из них. Он заключил: «По сути, это то, какими всегда были игры серии Mega Man... и, честно говоря, несмотря на все раздражающие мелкие смерти в игре, после каждой неудачи возникает ощущение, что ты усвоил урок, и упорство определённо вознаграждается в этой игре».
По данным Famitsu, версия Mega Man & Bass для GBA разошлась в Японии тиражом 91 097 копий с момента выпуска до недели 23 декабря 2002 года. В 1999 году в Японии была выпущена связанная игра Rockman & Forte Mirai kara no Chōsensha для портативной игровой системы WonderSwan. Её сюжет повествует о борьбе главных героев против противника по имени "Rockman Shadow".
Поскольку Mega Man & Bass вышла сразу после Mega Man 8 и имеет схожие сюжетные и геймплейные характеристики с другими нумерованными частями серии, многие считали её девятой основной игрой серии. Однако настоящая Mega Man 9 вышла только в 2008 году. Инафунэ пояснил в интервью бразильскому журналу Nintendo World, что девятая часть продолжает сюжетную линию Mega Man 8, а миры Mega Man & Bass и Mega Man 9 сосуществуют друг с другом, что подтверждается схемой Басса в концовке игры. В 2010 году Басс стал играбельным персонажем в Mega Man 10. Как и в Mega Man & Bass, он способен делать рывок, стрелять из бластера в семь направлений и летать, соединившись с Треблом.
В юбилейном выпуске 2008 года, посвященном 20-летию журнала, Nintendo Power поместил Mega Man & Bass на 14-е место в списке лучших игр для Game Boy Advance за все время.